# Chiesa di Santa Maria del Rosario (Alcamo)
La chiesa di Santa Maria del Rosario (detta anche chiesa del Rosario o chiesa di San Domenico) è una chiesa cattolica che si trova ad Alcamo, in provincia di Trapani.

## Storia
Fu fondata nel 1660 con l'attiguo convento (utilizzato per pubblici uffici e case private dopo il 1866) dai Padri Domenicani.
Fino a quell'anno essi avevano dimorato nell'altro convento accanto alla chiesa di Santa Maria della Stella (o Santa Maria della Misericordia o del Ritiro), dove già nel 1587 c'erano otto frati e che necessitava di urgenti restauri; allora si trasferirono nella zona della città dove oggi c'è la chiesa del Rosario e vi trasportarono l'affresco della Madonna, tuttora custodito nella chiesa.
Nel 1761 la chiesa fu rifatta e allargata di molto e nel 1947 venne eretta a parrocchia, con il titolo di Santa Maria del Rosario.

## Opere
L'interno è a navata unica rettangolare, con 9 cappelle, presenta le seguenti opere di buon valore artistico: 
- Croce (fine del XIV secolo), fissata al tetto
- Antico Dipinto di San Domenico, sul lato sinistro subito dopo l'entrata principale
- San Pietro Martire (tela d'ignoto autore del '600) e sotto di essa una statua in legno della Madonna del Ponte di Giuseppe Ospedale;[1] nella prima cappella a sinistra
- Statua lignea di San Vincenzo Ferreri, (probabilmente del '700); seconda cappella a sinistra
- Tela della Madonna del Rosario con i Misteri, del 1603 e realizzata da Vito Carrera, sul portone secondario
- Tela di Sant' Antonio da Padova di Mario Giambona (1713), proveniente dall'ex chiesa di Santa Maria dell'Itria; terza cappella a sinistra
- statua dell'Addolorata, sulla parete si trova un Bassorilievo marmoreo della scuola del Gagini raffigurante "La Dormizione della Vergine"; quarta cappella a sinistra

Nell'abside: pregevole altare con la Madonna del Rosario e tre statue lignee della Madonna con il Bambino, San Domenico e santa Rosa
- Santa Caterina:(tela d'ignoto autore del '600) sul lato destro dopo l'entrata principale
- Santo domenicano in ginocchio davanti alla Madonna con il Bambino di Bernardo Rizzuti Pauletti da Corleone (1718);[1] nel secondo vano
- San Domenico, antico dipinto probabilmente del Settecento; ai suoi piedi si trova una statua in legno di sant'Espedito di Domenico Messina;[1] prima cappella a destra
- Nella seconda cappella a destra c'è l'affresco di Santa Maria della Stella (1464), proveniente dall'omonima chiesa e attribuito a Tommaso De Vigilia;[3] anche se deteriorato e sbiadito dal passare del tempo possiede tuttora l'originale vigore espressivo.[4]
- Sacro Cuore di Gesù, statua lignea, nella terza cappella a destra
- Elegante altare con il dipinto di san Domenico d'ignoto autore, sui pilastri sono collocati 15 ovali che rappresentano i 15 misteri del Rosario realizzati da Carlo Brunetti nel 1759 dalla Compagnia del Rosario; quarta cappella a destra.[5]

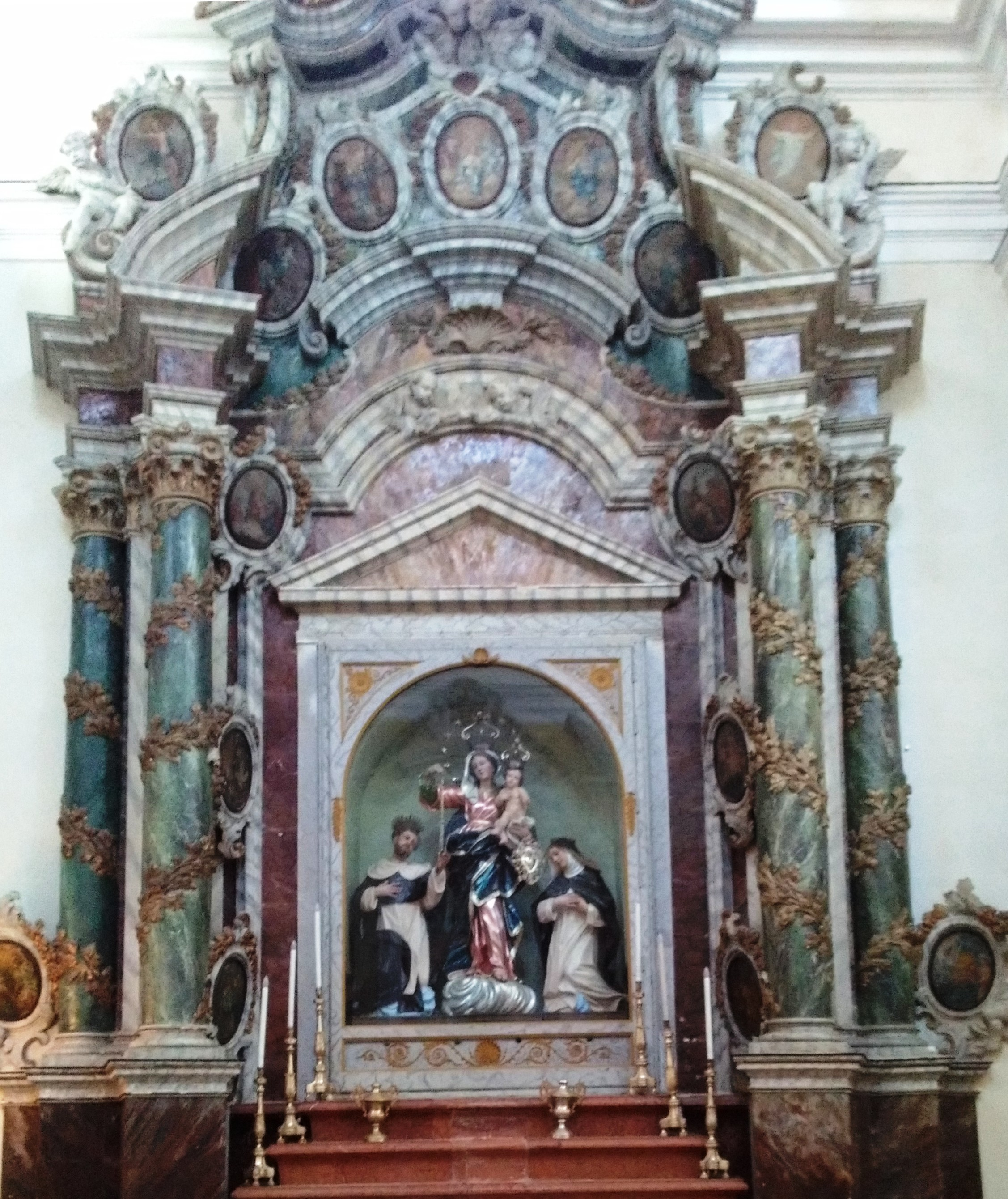
Madonna del Rosario con San Domenico e Santa Rosa
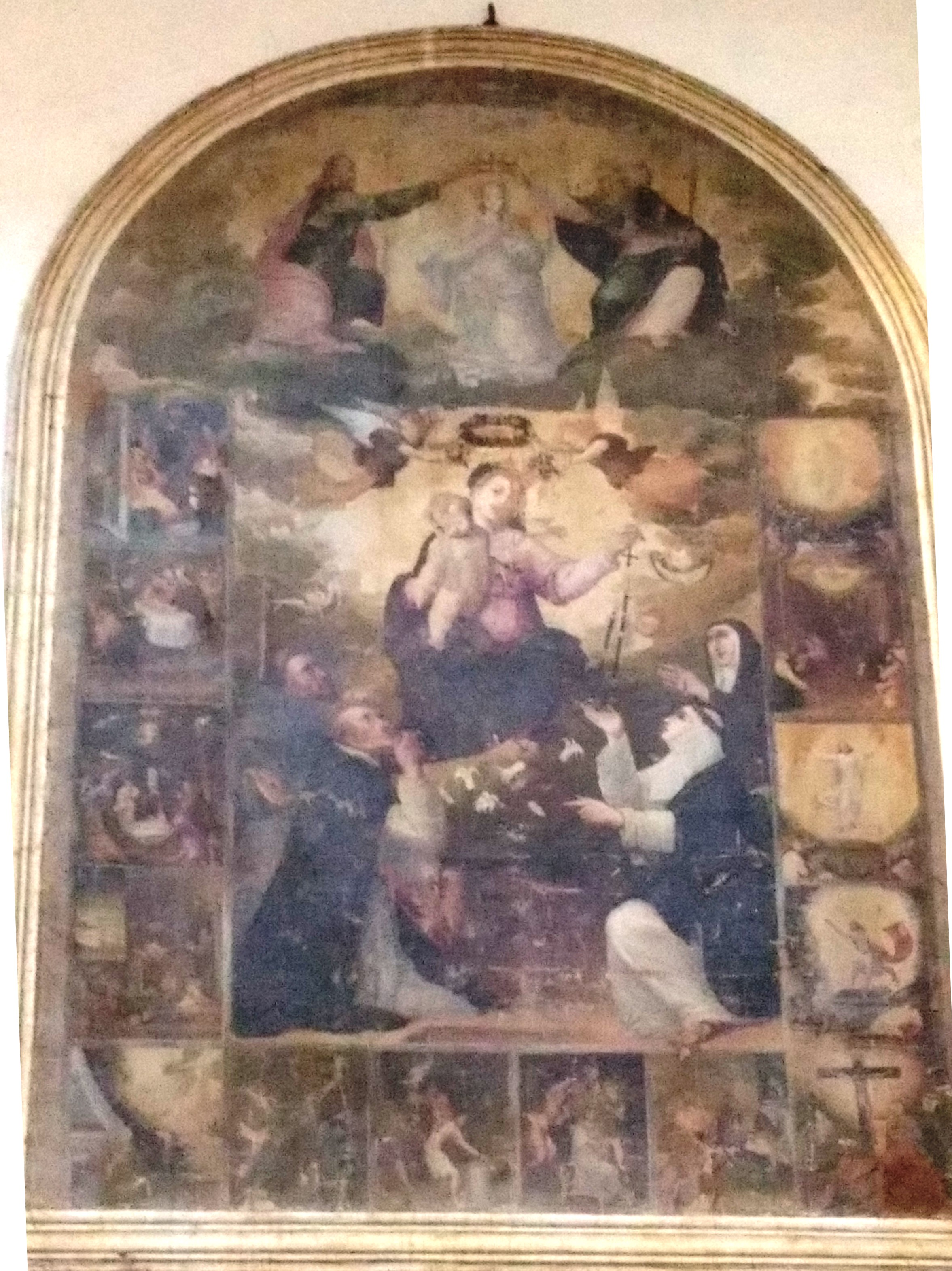
Madonna del Rosario con i Misteri (1603)
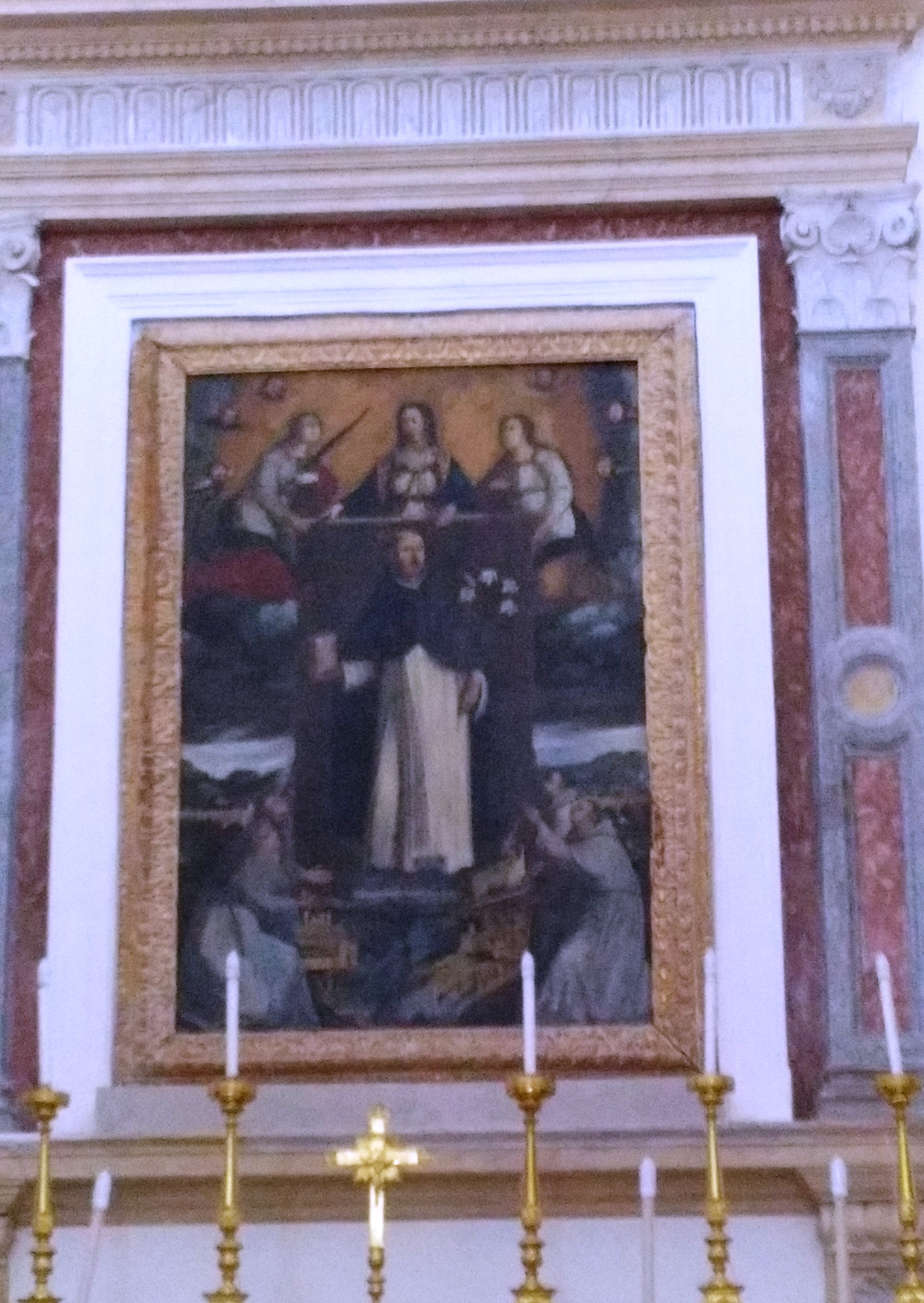
San Domenico
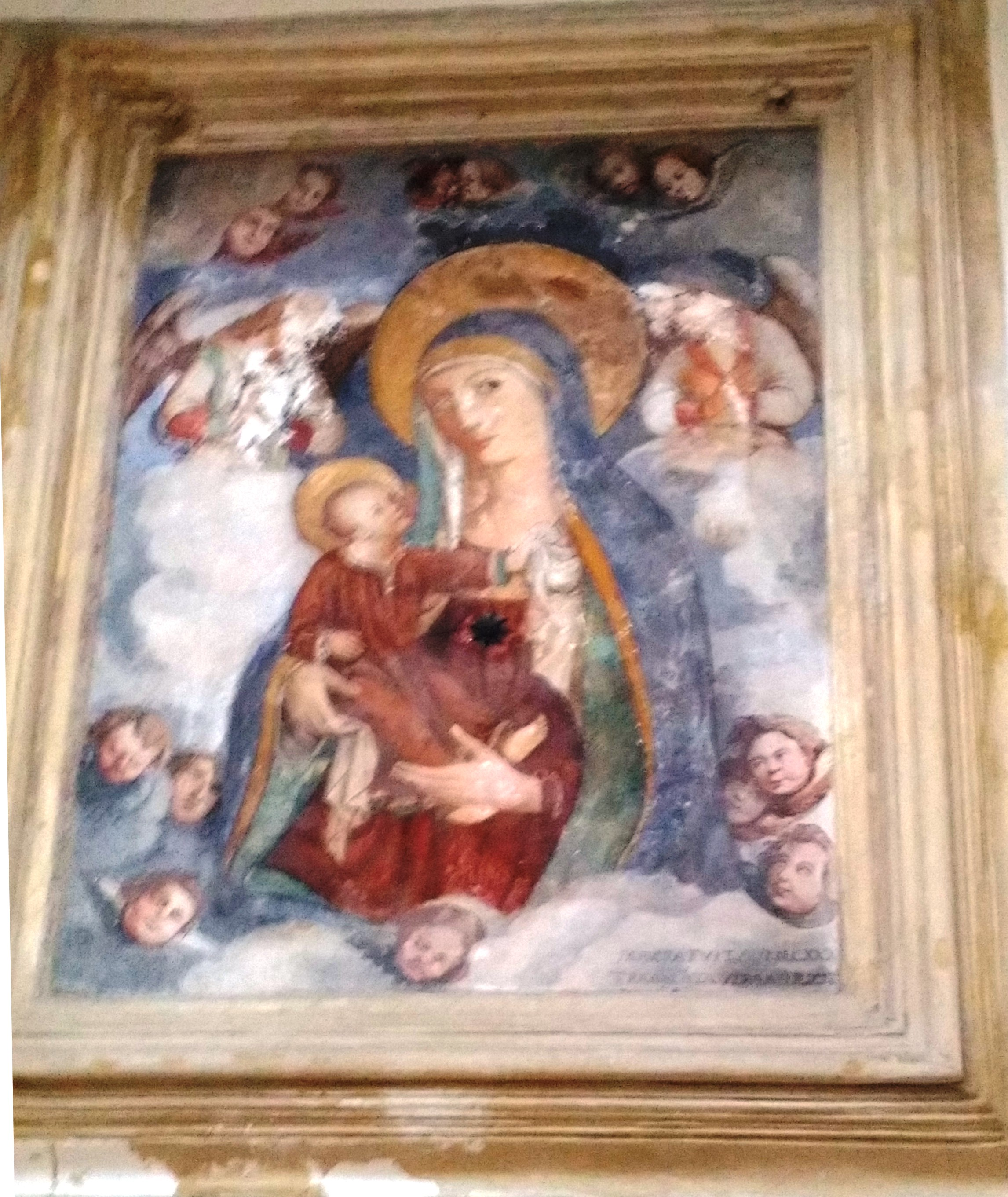
Santa Maria della Stella, affresco di Tommaso De Vigilia
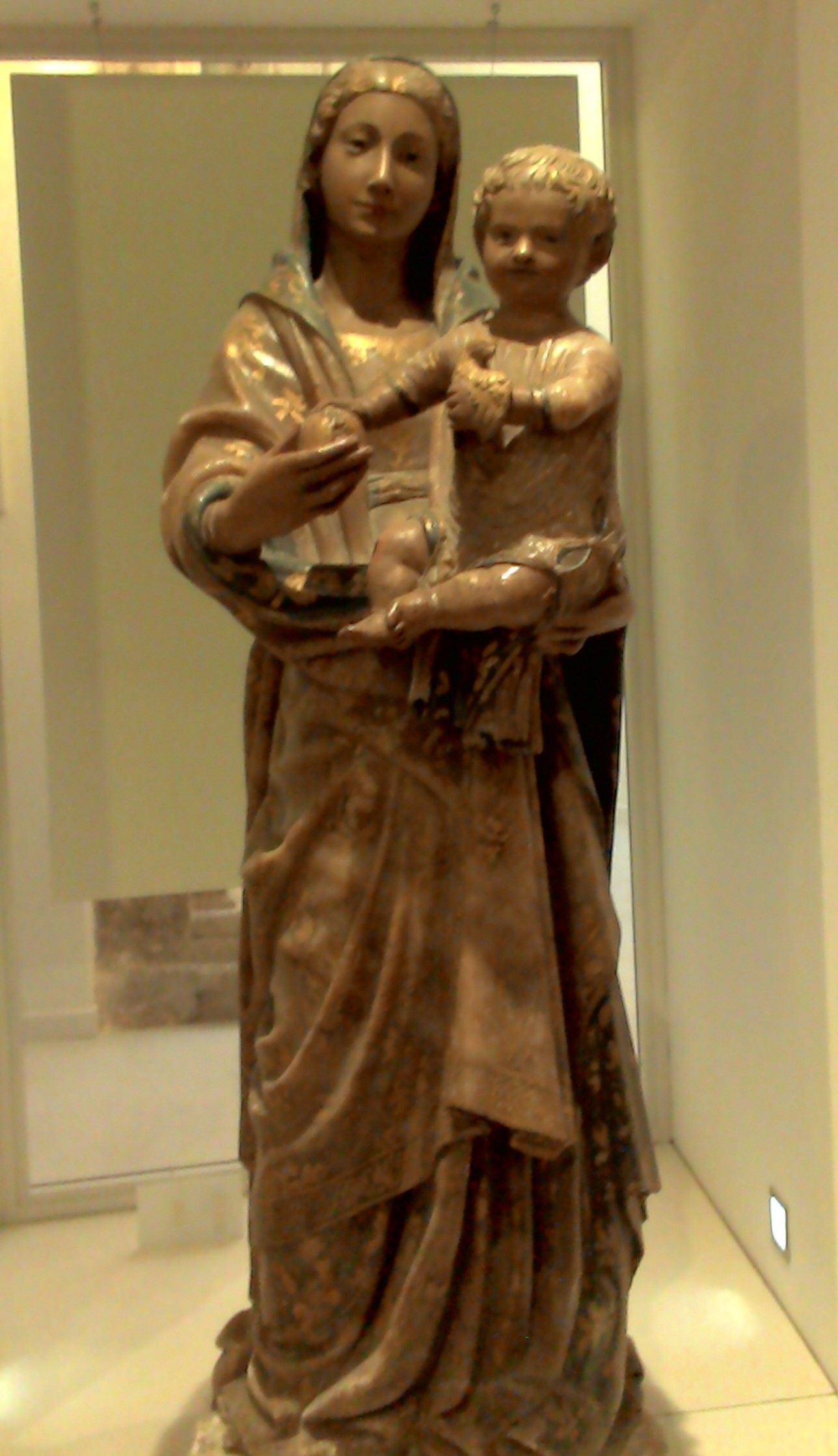
Madonna della Provvidenza
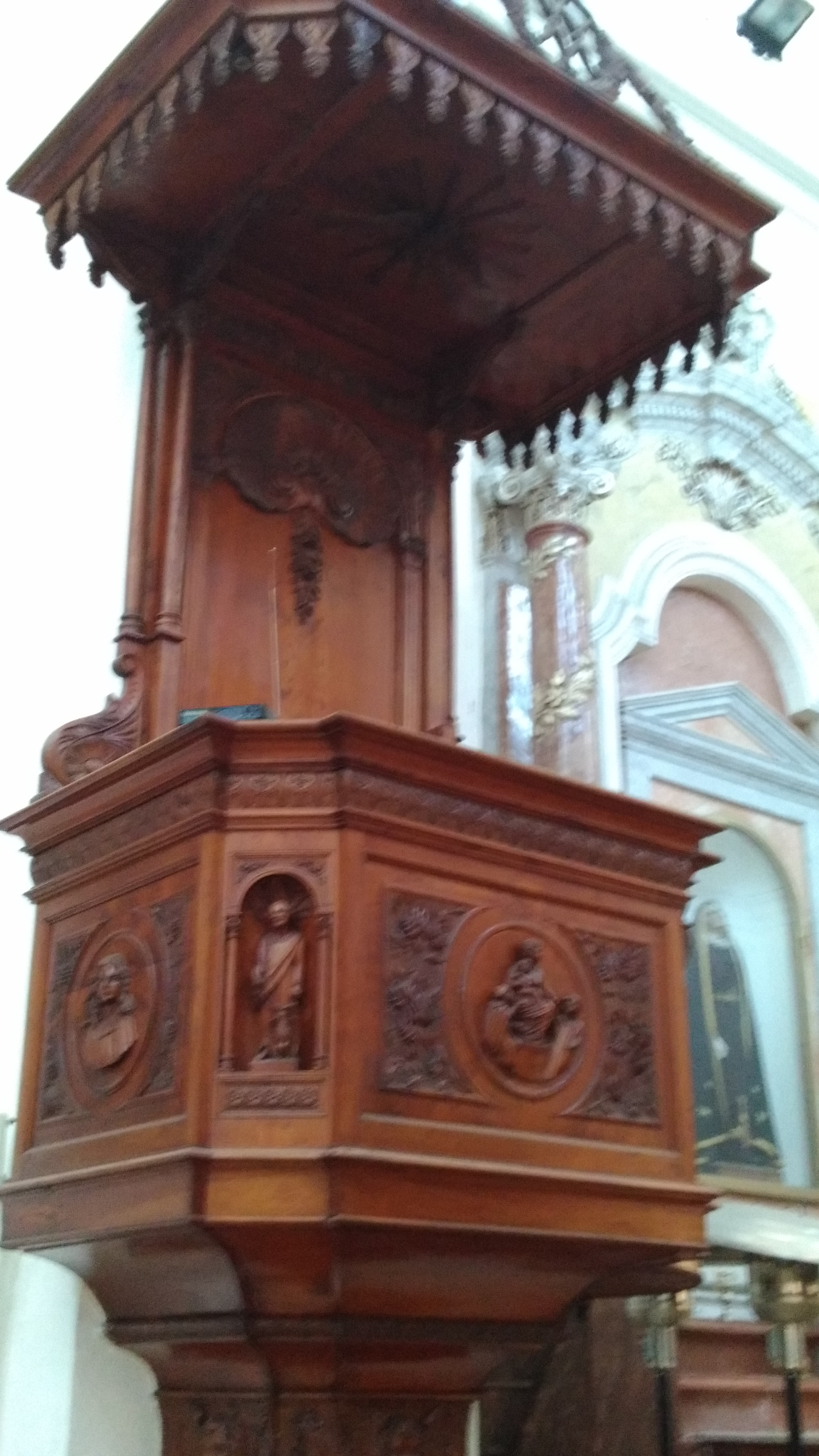
Pulpito

Nella sagrestia si trovava una statua in alabastro, risalente alla fine del XV secolo e attribuita a Pietro de Bonitate, di una Madonna con Bambino, detta Madonna della Provvidenza (oggi custodita nel museo d'arte sacra all'interno della chiesa madre), una tela rappresentante il miracolo di San Vincenzo Ferreri di Giuseppe Renda del 1793 e un'altra raffigurante sant'Angela Merici del 1905 e realizzata da Francesco Alesi.